# Львівський торговельно-економічний університет
Львівський торговельно-економічний університет — заклад вищої економічної освіти міста Львова IV рівня акредитації. Спадкоємець славних традицій Львівської комерційної академії та Львівського торговельно-економічного інституту, його витоки як навчального закладу з підготовки фахівців торговельної справ — у спеціалізованих школах, що діяли у Львові у першій половині XIX століття. Заснований 7 березня 1816 року.
На денній і заочній формах навчання університет готує бакалаврів та магістрів більш ніж за 30 освітньо-професійними програмами. По закінченні навчання університет видає диплом державного зразка. Ведеться підготовка наукових кадрів вищої кваліфікації через аспірантуру з трьох спеціальностей та докторантуру. Функціонує три спеціалізовані ради по захисту дисертацій.
Ректор — Куцик Петро Олексійович (доктор економічних наук, професор).

## Історія
Датою народження навчального закладу вважають 7 березня 1816 року — день створення у Львові Цісарсько-королівської реальної школи. З того часу освітня установа активно розвивалась, тут роками напрацьовувались кооперативні традиції, зберігались таємниці успішного ведення торговельних справ.
Відкриття Реальної школи у Львові відбулося 7 листопада 1817 року. Тимчасовим директором був призначений кафедральний схоласт Мінасевич.
У 1825 році трикласна Реальна школа у Львові з торговельним відділенням була перетворена на двокласну школу із загальною підготовкою учнів для вивчення технічних і комерційних наук.
З 1835/1836 навчального року до двокласної Реальної школи у Львові долучити торговельне відділення, організоване згідно з проектом Віденського інституту, прийнятим 1821 року; після розширення надати школі статус Цісарсько-королівської реально-торговельної академії; відновити статус учителів каліграфії, малювання і польської мови та підвищити платню директорові та професорам.
24 січня 1843 року Імператор Фердинанд І постановою дозволив відкрити Реально-торговельну академію з торговельним і технічним, а за потреби — й рільничим відділенням. Придворна підготовча комісія, керуючись постановою імператора, розробила структуру майбутньої академії. У її складі передбачалися: дворічна Реальна школа, дворічне технічне відділення та однорічне торговельне відділення.
У вересні 1844 року новий навчальний заклад отримав офіційну назву — Цісарсько-королівська технічна академія з торговельним відділенням. Урочисте відкриття відбулося 4 листопада 1844 року.
У 50-х роках XIX століття Технічна академія зазнала певних організаційних змін. У 1850/1851 навчальному році було створене однорічне підготовче відділення для старшої молоді, яка бажала навчатися в академії без закінчення Реальної школи. Це деякою мірою розширило можливості навчання в академії вихідцям з нижчих верств суспільства. Проте відділення існувало недовго. Під приводом, що за його посередництвом до академії проникають недостатньо підготовані особи, його у 1857 року було закрито. З 1853 року при академії почала функціонувати дворічна торговельна середня школа – єдиний тоді середній навчальний заклад у Галичині, що готував фахівців комерційної справи. Однак школа проіснувала недовго, адже більшість потрібних торгівлі спеціалістів готували самі купці через систему учнівства. Крамарі, рахівники, товарознавці набували фахових знань безпосередньо в крамницях та на гуртівнях. Проте беручи до уваги гостру потребу у створенні хоча б однієї належно організованої торговельної школи в такому краї, як Галичина, де постійно зростала чисельність торговельних і фінансових інституцій, промислових товариств, колегія професорів у 1872 році повернулася до відновлення торговельного відділення, що існувало до 1853 року. Знову вводився дворічний курс навчання (до 30 навчальних годин, по 15 годин щотижня на кожен курс). При цьому підвищувалися вимоги до вступників. Від кожного з них вимагалося закінчення як мінімум нижчої Реальної школи або гімназії. Одночасно були підсилені викладацькі кадри. Цю пропозицію 29 листопада 1872 року затвердило Міністерство віросповідань і освіти, одночасно закликавши колегію професорів подати в найкоротший термін детальні пропозиції щодо перетворення торговельного відділення на самостійний навчальний заклад. Однак процес перетворення затягнувся у часі, незважаючи на те, що колегія професорів того ж року подала міністерству детально опрацьовані разом з представниками львівської Торговельно-промислової палати пропозиції.
У 1875 році колегія професорів знову змушена була вдатися до вдосконалення навчального процесу на торговельному відділенні. До цього її спонукали соціально-економічні умови розвитку краю, які вимагали дедалі більшої кількості фахівців з торговельною та фінансовою освітою. Ситуацію підсилювало створення комерційного відділення в Управлінні залізниці. У цей період Рада міста Львова створила міську торговельну школу з дворічним вечірнім курсом, яка повинна була дати учням елементарні знання про торгівлю, яка функціонувала до 1899 року.

8 вересня 1899 року імператор Франц Йосиф найвищою постановою прийняв до відома інформацію про заснування державної торговельної школи у Львові. На підставі статуту, затвердженого паном міністром віросповідань і освіти наказом від 16 серпня 1899 р., торговельна школа є першим такого роду державним закладом у Галичині”. У цьому ж наказі зазначалося, що відкриття нової школи відбудеться 1 листопада 1899 р. Йшлося, зокрема, про перший клас Вищої торговельної школи, до якого надалі почергово долучатимуться наступні класи, а також клас додаткової торговельної школи, для якої систематичне навчання могло розпочатися уже в 1899-1900 навчальному році.
|                                                                   |  |  |
| Ювілейна монета НБУ номіналом 2 грн., присвячена 200 річниці ЛТЕУ |  |  |

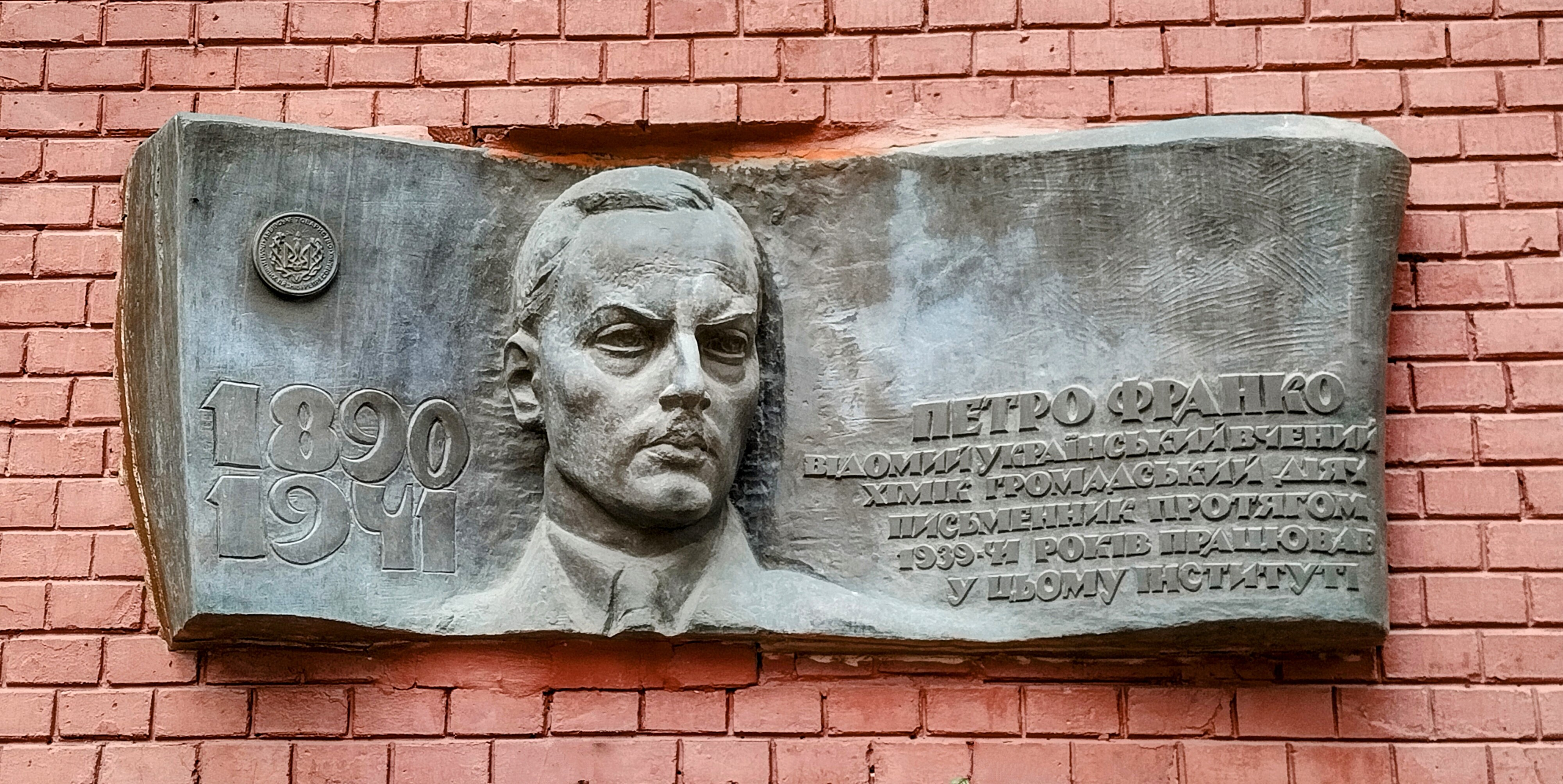
Меморіальна таблиця Петру Франку на будинку академії

У 1902 р. Вища торговельна школа у Львові здобула статус Торговельної академії й офіційне визнання основного освітнього осередку в Галичині з підготовки висококваліфікованих спеціалістів у сфері торгівлі. У торговельних колах академія мала добру репутацію, про що свідчила велика кількість охочих вступити до цього навчального закладу.
У 1902—1910 роках Торговельна академія утвердилася як навчальний заклад, що готував фахівців торговельної справи найвищої кваліфікації. На жаль, чисельність студентів корінної, української національності тут, як і в інших навчальних закладах Львова, була незначною. Проте це були переважно патріотично налаштовані молоді люди, які активно обстоювали національні інтереси українців.
У вересні 1918 року навчальний рік в академії розпочався організовано. Проте в країні було неспокійно. Передбачаючи близький розпад ослабленої війною і національно-визвольними рухами Австро-Угорської імперії та перебуваючи під впливом факту існування Української держави у Наддніпрянській Україні, західні українці почали готуватися до створення власної незалежної держави. Від 1 листопада 1918 року у вищих навчальних закладах Львова навчання було паралізоване. Упродовж майже року – від листопада 1918 року до літа 1919 року – академія як навчальний заклад не функціонувала, бо українські студенти вступали до Української Галицької Армії, а польські студенти йшли добровольцями до польського війська.
У 1919—1921 роках Торговельна академія зберегла характер закладу освіти, в якому навчалися здебільшого поляки. Ними визнавали себе не тільки викладачі, а й більшість студентів. Згідно з офіційними даними, у виші навчалися лише двоє українців, двоє німців та англієць.
3 квітня 1922 року Президія Торговельно-промислової палати одноголосно ухвалила рішення про заснування у Львові вищого навчального торговельного закладу. Організаційний комітет підготував статут закладу та навчальний план, який згодом був запропонований Міністерству віросповідань і освіти для затвердження. За статутом, офіційна назва навчального закладу – Вища школа закордонної торгівлі у Львові. Завдання школи полягало у підготовці спеціалістів закордонної і внутрішньої торгівлі. На перших порах у школі повинен був функціонувати лише один факультет, проте згодом планувалося відкрити інші факультети.
1937-1938 навчальний рік був знаменним тим, що Вища школа закордонної торгівлі отримала статус академічного вишу.
1 листопада 1939 року на базі Академії закордонної торгівлі було створено Львівській інститут радянської торгівлі. Підготовка фахівців велася за такими спеціальностями: товарознавство промислових товарів, товарознавство продуктових товарів, економіка і планування радянської торгівлі, бухгалтерський облік у радянській торгівлі.
Після захоплення Львова гітлерівськими військами в червні 1941 року Львівський інститут радянської торгівлі, як інші навчальні заклади, припинив існування.
У 1942—1943 роках у західних областях України окупанти дозволили функціонування 34 торговельних шкіл середнього типу. Фактично на базі Львівського інституту радянської торгівлі функціонували торговельно-фахові курси впродовж 1942—1944 років.
27 липня 1944 року Львівський інститут радянської торгівлі відновив роботу. У ньому діяли три факультети (торговельно-економічний, обліково-економічний та товарознавчий). При інституті функціонували Центральні курси народного комісаріату з підвищення кваліфікації бухгалтерів і плановиків, Львівська філія Всесоюзного заочного інституту радянської торгівлі, а також Підготовчі курси для вступу до вищих навчальних закладів.
У зв'язку з перетворенням Всесоюзного комітету у справах вищої школи на Міністерство вищої освіти СРСР Рада Міністрів Союзу РСР затвердила список 305 вищих навчальних закладів, які передавалися у безпосереднє відання Міністерства вищої освіти СРСР. У цьому списку серед економічних вищих навчальних закладів значився і Львівський інститут радянської торгівлі.
7 квітня 1945 року відбулося переведення Харківського інституту радянської кооперативної торгівлі системи Укоопспілки з Харкова до Львова. Український інститут радянської кооперативної торгівлі розташовувався на тодішній вул. Пархоменка (нині — вул. У. Самчука), 9. В інституті функціонувало три факультети: товарознавчий, торговельно-економічний, обліково-економічний.
У 1947 році відбулося об'єднання Українського інституту радянської кооперативної торгівлі та Львівського інституту радянської торгівлі. Реорганізований інститут отримав назву Львівський торговельно-економічний інститут і був підпорядкований Головному управлінню економічних вишів Міністерства вищої освіти СРСР. Інститут розмістився у двох корпусах — на тодішніх вул. Чкалова (нині — вул. М. Туган-Барановського), 10 та вул. Пархоменка (нині — вул. У. Самчука), 9. Статут, згідно з яким інститут мав три факультети – обліково-економічний, торговельно-економічний, товарознавчий – та 18 кафедр.
12 жовтня 1953 року відповідно до постанови Ради Міністрів СРСР і ЦК КПРС «Про заходи подальшого розвитку радянської торгівлі» наказом міністра культури СРСР від 18 листопада 1953 р. Львівський торговельно-економічний інститут з 1 січня 1954 року було повернуто Центроспілці. У цей період інститут в  основному спеціалізувався на підготовці фахівців для радянської державної і частково кооперативної торгівлі за спеціальностями: економісти торгівлі, бухгалтери-економісти, фінансисти, товарознавці промислових та продовольчих товарів вищої кваліфікації. Значну частину випускників скеровано на педагогічну роботу.
З 1963 року згідно з постановою Правління Центроспілки від 2 липня 1962 року, в інституті почали функціонувати госпдоговірна науково-дослідна плодово-овочева лабораторія і товарно-дослідна станція.
1964—1974 роки були складним десятиліттям як у діяльності Львівського торговельно-економічного інституту, так і в суспільно-політичному житті українського народу загалом. Період б«режнєвського застою», що прийшов на зміну «хрущовській відлизі», характеризувався новим наступом тоталітарно-комуністичної системи на всі ділянки громадсько-політичного життя України, у тому числі й на сферу освіти. Проте колектив інституту, орієнтуючись не на партійні догми, а на здоровий глузд, продовжував інтенсивно працювати, удосконалював та розширював свою діяльність, розбудовував науково-освітню й матеріально-технічну базу навчального закладу, здійснював підготовку кваліфікованих спеціалістів для народного господарства країни.
У 1974—1985 роках інститут розвивався, зміцнювалася його матеріально-технічна база, збільшувалася кількість студентів, поліпшувався якісний склад викладачів, які у своїй роботі поступово позбувалися чорно-білого заідеологізованого мислення та заяложених штампів радянської освітньої системи.
Наприкінці 1980-х – на початку 1990-х років Львівський торговельно-економічний інститут отримав міжнародне визнання, оскільки навчалися студенти з багатьох країн Європи, Азії, Африки та Латинської Америки. У 1993 році було створено факультет міжнародних економічних відносин. Інститут активно підтримував процеси національно-патріотичного відродження. Навчальний процес, діловодство в інституті були переведені на українську мову.
До 1991 року Львівський торговельно-економічний інститут підпорядковувався Центроспілці СРСР, то починаючи з серпня 1991 року — Укоопспілці. Керівництво удосконалювало структуру інституту, намагалося раціональніше використати педагогічні кадри, суттєво поліпшити навчально-виховний процес, наукову роботу вчених.
Рішенням міжгалузевої акредитаційної комісії Міністерства освіти України від 15 вересня 1994 року, протокол № 13 та наказом Міністерства освіти України від 3 жовтня 1994 року № 278 було підтримано пропозицію ректорату та Правління Укоопспілки змінити статус інституту на статус академії. Постановою Правління Укоопспілки від 8 грудня 1994 року № 166 на підставі Постанови Кабінету Міністрів України від 26 листопада 1994 року Львівський торговельно-економічний інститут перетворений у Львівську комерційну академію.
Академія готувала фахівців вищого освітньо-кваліфікаційного рівня – бакалаврів, спеціалістів, магістрів та фахівців, яким присуджується науковий ступінь кандидата економічних наук. Вона проводила також науково-дослідну, науково-виробничу діяльність, здійснювала експертизу товарів, надавала консультації та послуги. Тут проходили атестацію науково-педагогічні кадри з присвоєнням вчених звань доцента та професора; здійснювалося підвищення кваліфікації, перепідготовка кадрів, підготовка молоді до вступу у вищі заклади освіти; провадилася науково-методична й інформаційна культурно-освітня та оздоровча діяльність; фінансово-економічна, господарська робота; організовувалися зовнішні зв’язки та міжнародне співробітництво.
Упродовж 1993-2009 років збільшувався набір на денну і заочну форми навчання практично всіх спеціальностей. Це пояснювалося не тільки ефективною профорієнтаційною роботою, що дуже важливо, а насамперед високим рейтингом академії серед економічних вишів.
5 квітня 2016 року відповідно до Постанови Центральної спілки споживчих товариств України № 95 від 24.12.2015 за погодженням з Міністерством освіти і науки України (лист № 1/11–3984 від 25.03.2016 р.) Львівська комерційна академія перейменована у Львівський торговельно-економічний університет.
Сьогодні університет — це сучасна освітньо-наукова установа європейського зразка, де створено всі передумови для успішного навчання і наукового росту молоді до рівня висококваліфікованих фахівців, що відповідає сучасним вимогам роботодавців.
Університет є постійний лауреатом у рейтингах українських вишів і має вагомі переваги над іншими навчальними закладами, що здійснюють підготовку фахівців з торгівлі та економіки.

## Склад університету
У складі університету функціонують — 1 інститут, 4 факультети, 18 кафедр, аспірантура, центр сучасних європейських мова, бізнес-центр, центр міжнародної освіти та співпраці, агентство працевлаштування. 
На денній та заочній університет готує бакалаврів  за такими спеціальностями:
- 051 — Економіка
- 061 — Журналістика
- 071 — Облік і оподаткування
- 072 — Фінанси, банківська справа, страхування та фондовий ринок
- 073 — Менеджмент
- 075 — Маркетинг
- 076 — Підприємництво та торгівля
- 081 — Право
- 122 — Комп'ютерні науки
- 181 — Харчові технології
- 241 — Готельно-ресторанна справа
- 242 — Туризм і рекреація
- 292 — Міжнародні економічні відносини

На денній та заочній університет готує магістрів  за такими спеціальностями:
- 051 — Економіка
- 071 — Облік і оподаткування
- 072 — Фінанси, банківська справа, страхування та фондовий ринок
- 073 — Менеджмент
- 075 — Маркетинг
- 076 — Підприємництво та торгівля
- 081 — Право
- 181 — Харчові технології
- 241 — Готельно-ресторанна справа
- 242 — Туризм і рекреація
- 292 — Міжнародні економічні відносини

В Університеті є  можливість вивчення іноземних мов. 
Університет забезпечує студентів гуртожитком і сприяє працевлаштуванню випускників. 
По закінчені навчання Університет видає диплом державного зразка.

## Кампуси і корпуси
Корпуси
- корпус № 1 — головний корпус, тут містяться приймальна ректора, факультет економіки та управління та Навчально-науковий інформаційний інститут. Адреса корпусу № 1 — вул. Туган-Барановського, 10.
- корпус № 3 — тут розташований факультет товарознавства, управління та сфери обслуговування. Адреса корпусу № 3 — вул. Уласа Самчука, 9.
- корпус № 4 — тут розташований факультет міжнародних економічних відносин та інформаційних технологій. Адреса корпусу № 4 — вул. Тершаковців, 2а.

Гуртожитки
- гуртожиток № 1 — гуртожиток. Адреса — пр-кт Червоної Калини, 7.
- гуртожиток № 2. Адреса — вул. Тернопільська, 8.
- гуртожиток № 3. Адреса — пр-кт Червоної Калини, 7.
- гуртожиток № 4. Адреса — пр-кт Червоної Калини, 7а.

Бібліотека
- абонемент.
- інформаційно-бібліографічний відділ.
- відділ комплектування та обробки літератури.
- читальний зал № 1.
- читальний зал № 2.
- зал періодики.

## Факультети
- Факультет міжнародних економічних відносин та інформаційних технологій

1. Кафедра міжнародних економічних відносин;
2. Кафедра маркетингу;
3. Кафедра іноземних мов;
4. Кафедра комп'ютерних наук;
5. Кафедра вищої математики та кількісних методів.

- Факультет економіки та управління

1. Кафедра обліку, контролю, аналізу та оподаткування;
2. Кафедра економіки;
3. Кафедра фінансів, економічної безпеки, банківської справи та страхового бізнесу;
4. Кафедра фізичного виховання та спорту.

- Навчально-науковий інформаційний інститут

- Факультет товарознавства, управління та сфери обслуговування [Архівовано 26 серпня 2016 у Wayback Machine.]

1. Кафедра підприємництва, торгівлі та логістики;
2. Кафедра менеджменту [Архівовано 17 травня 2014 у Wayback Machine.];
3. Кафедра товарознавства, митної справи та управління якістю;
4. Кафедра туризму та готельно-ресторанної справи;
5. Кафедра харчових технологій.

- Факультет права

1. Кафедра теорії держави та права;
2. Кафедра цивільного і господарського права та процесу
3. Кафедра історії і філософії;
4. Кафедра кримінального права та процесу.

## Ректори
- 1817—1844 — Алоїз Александер Уле;
- 1844—1848 — Флоріан Шиндлер;
- 1848—1871 — Александер Рейзінгер;
- 1872—1873 — Фелікс Стшелецький;
- 1874—1875 — Ян Непомуцен Франк;
- 1899—1917 — Антоній Павловський;
- 1917—1922 — Максиміліан Шьоннет;
- 1922—1930 — Антоній Павловський;
- 1930 — Александер Долинський;
- 1931—1932 — Казимир Цисельський;
- 1932—1939 — Генрік Корович;
- 1939 — Іван Хіменко;
- 1940—1941 — Марко Коваленко;
- 1941 — Микола Ячменьов;
- 1944 — Володимир Кучер;
- 1944—1952 — Семен Гаркавенко;
- 1953—1974 — Семен Сіденко;
- 1974—1993 — Казимир Пирожак;
- 1993—2007 — Яків Гончарук;
- 2007—2014 — Іван Копич[1];
- від 2014 — Петро Куцик.

## Почесні доктори
- 2007 — Станіслав Бабенко, Віктор Андрійчук, Анатолій Романов;
- 2008 — Василь Сопко;
- 2009 — Олег Кузьмін;
- 2010 — Степан Шкарабан;
- 2011 — Януш Юліан Мерскі;
- 2023 — Кароль Карський, д.ю.н., професор[2].

## Відомі випускники
- Брус Тарас Романович (1987—2014) — рядовий міліції, боєць добровольчого підрозділу МВС України «Дніпро-1», учасник російсько-української війни 2014—2017.
- Кузьмін Дмитро Володимирович (1974—2014) — сержант резерву Національної гвардії України, учасник російсько-української війни 2014—2017.
- Наумич Валентина Іванівна (1942—1998) — українська поетеса, член Національної спілки письменників України.
- Паламар Святослав Ярославович (нар. 1982) — підполковник, заступник командира 12 бригади спеціального призначення «Азов» Національної гвардії України. Учасник оборони Маріуполя під час російського вторгнення в Україну. Герой України (2022).